# Ванюшин, Алексей Валентинович
Алексе́й Валенти́нович Ваню́шин (3 января 1982, Верея, Московская область, СССР) — российский футболист, выступавший на позиции защитника.

## Карьера

### Клубная
Начал играть в футбол в команде «Спартак-Орехово» из Орехово-Зуево. На одной из игр юношеской сборной Ванюшина присмотрели спартаковские селекционеры, и 1999—2000 года он провел в дубле московского «Спартака». В 2001 году был отдан в аренду красноярскому «Металлургу» из Первой лиги.
В 2003 году был приглашен в самарские «Крылья Советов» Александром Тархановым, весь сезон выступал за дубль. Однажды выступил за основной состав в матче 1/8 финала Кубка Премьер-Лиги против волгоградского «Ротора». В следующем году было сложно попасть в основу «Крыльев», и его арендовал воронежский «Факел». В нём Ванюшин сыграл во Втором дивизионе 25 игр. Сезон-2005 из-за травмы отыграл в ЛФЛ за клуб «Знамя Труда». В 2006 году поиграл в клубе «Амур» из Благовещенска. В 2008 году на полгода отправился в казахскую Премьер-лигу, по приглашению Сергея Волгина, тренировавшего «Атырау». После отставки тренера вернулся в Орехово. В сезоне 2011/12 играл в «Сатурне», в сентябре 2012 года, в последний день заявочной компании, вернулся в «Знамя Труда».

### В сборной
В 2003 году принял участие в товарищеских встречах Молодёжной сборной России с Финляндией и Германией и трех отборочных играх на молодёжный чемпионат Европы 2004 года.